# De Doornboom
De Doornboom is een windmolen in Hilvarenbeek in Noord-Brabant. De molen staat aan de Doelenstraat, naast de heemtuin en het museum De Dorpsdokter. De vroegere eigenaar was de familie Van Rijswijk.
Men kan de molen bezoeken op zaterdagen tussen 13.30 en 17.30 uur en op afspraak.
Het is een ronde stenen beltmolen uit 1856, gedekt met dakleer, met een vlucht van 27,1 meter, die heeft gedraaid als korenmolen, pelmolen, oliemolen en eekmolen. In 1905 brandde de molen geheel uit, maar is daarna hersteld met onderdelen uit andere molens. Het schilderwerk rond de kozijnen van De Doornboom is op een typische moors aandoende manier uitgevoerd. De molen is in de jaren 60 stilgevallen, maar in 1972 gerestaureerd. Sindsdien wordt er op vrijwillige basis graan gemalen.
De molen heeft 3 maalkoppels en een elektrisch aangedreven maalstoel. Van de 17der (150 cm doorsnede) maalstenen bestaat een koppel uit kunststenen en twee uit blauwe stenen. Een koppel blauwe stenen is geschikt voor het malen van schors. De maalstoel heeft ook sinds 2010 een koppel 17der kunststenen, daarvoor waren het ook blauwe stenen.

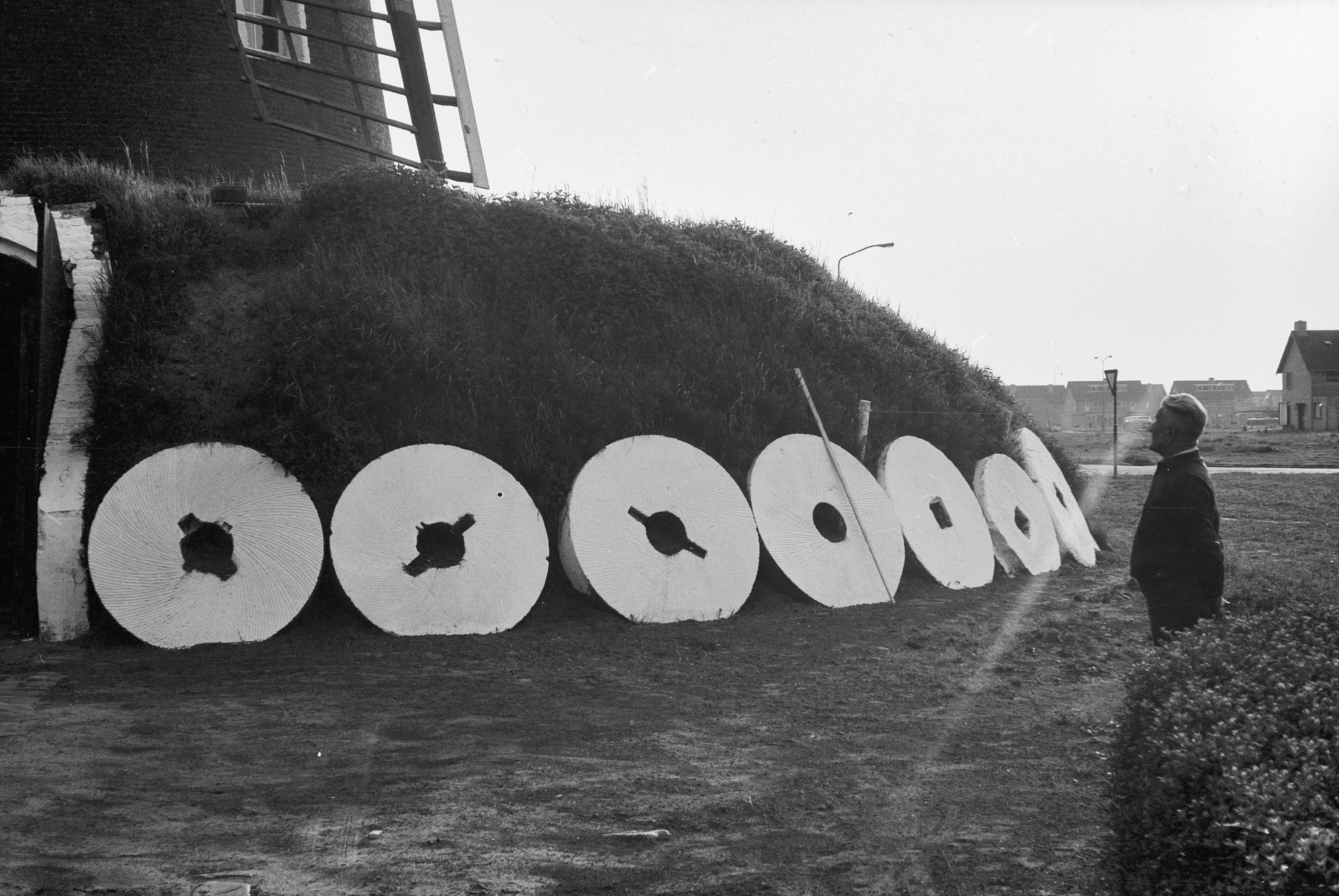
Verschillende stenen uit de molen

Het gevlucht is oudhollands opgehekt en heeft fokwieken met remkleppen. Het moment van opgaan van de remkleppen moet voor het draaien bij de twee roeden ingesteld worden, omdat de as niet doorboord is. De gelaste roeden uit 1970 zijn gemaakt door de firma Derckx te Beegden. De binnenroede heeft het nummer 53 en de buitenroede het nummer 52.
Het gevlucht wordt op de wind gezet met een kruilier, die zowel met de hand als elektrisch bediend kan worden. De staart van de molen rust met een wiel tegen de romp. De met dakleer gedekte kap draait op een engels kruiwerk.
De 4,20 meter lange, gietijzeren bovenas uit 1840 is gegoten door de firma L.I. Enthoven & Co., Den Haag en in 1905 in de molen geplaatst.
De molen wordt gevangen (geremd) met een vlaamse vang en bediend door een vangtrommel.
Voor het luien (ophijsen) van het graan heeft de molen een sleepluiwerk.

## Overbrengingen
- De overbrengingsverhouding is 1 : 5,8.
- Het bovenwiel heeft 85 kammen en de bovenschijfloop heeft 40 staven. De koningsspil draait hierdoor 2,12 keer sneller dan de bovenas. De steek, de afstand tussen de staven, is 10,3 cm.
- Het spoorwiel heeft 90 kammen en de steenrondsels 33 staven. De steenrondsels draaien hierdoor 2,73 keer sneller dan de koningsspil en 5,8 keer sneller dan de bovenas. De steek is 9,5 cm.

## Fotogalerij

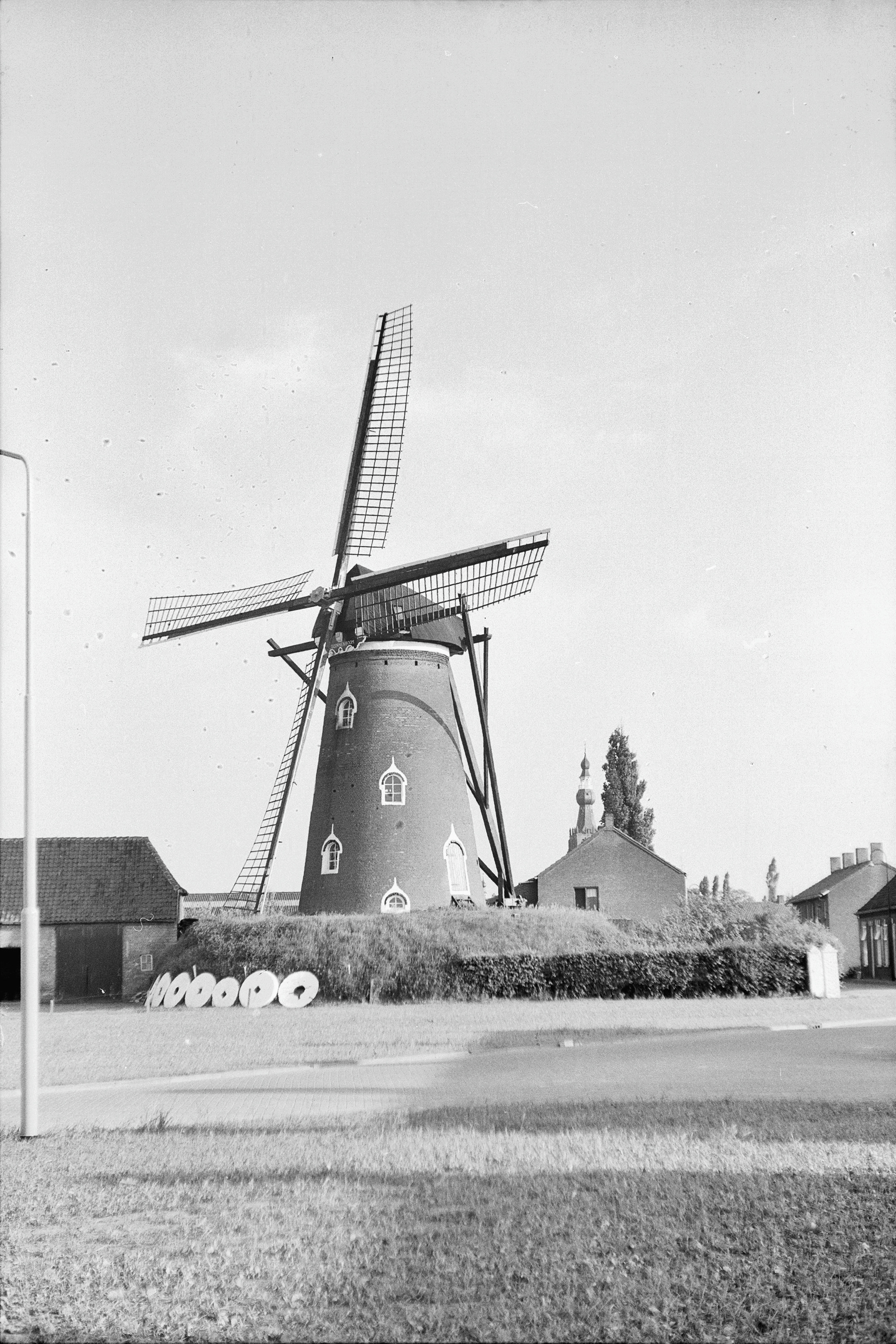
1971
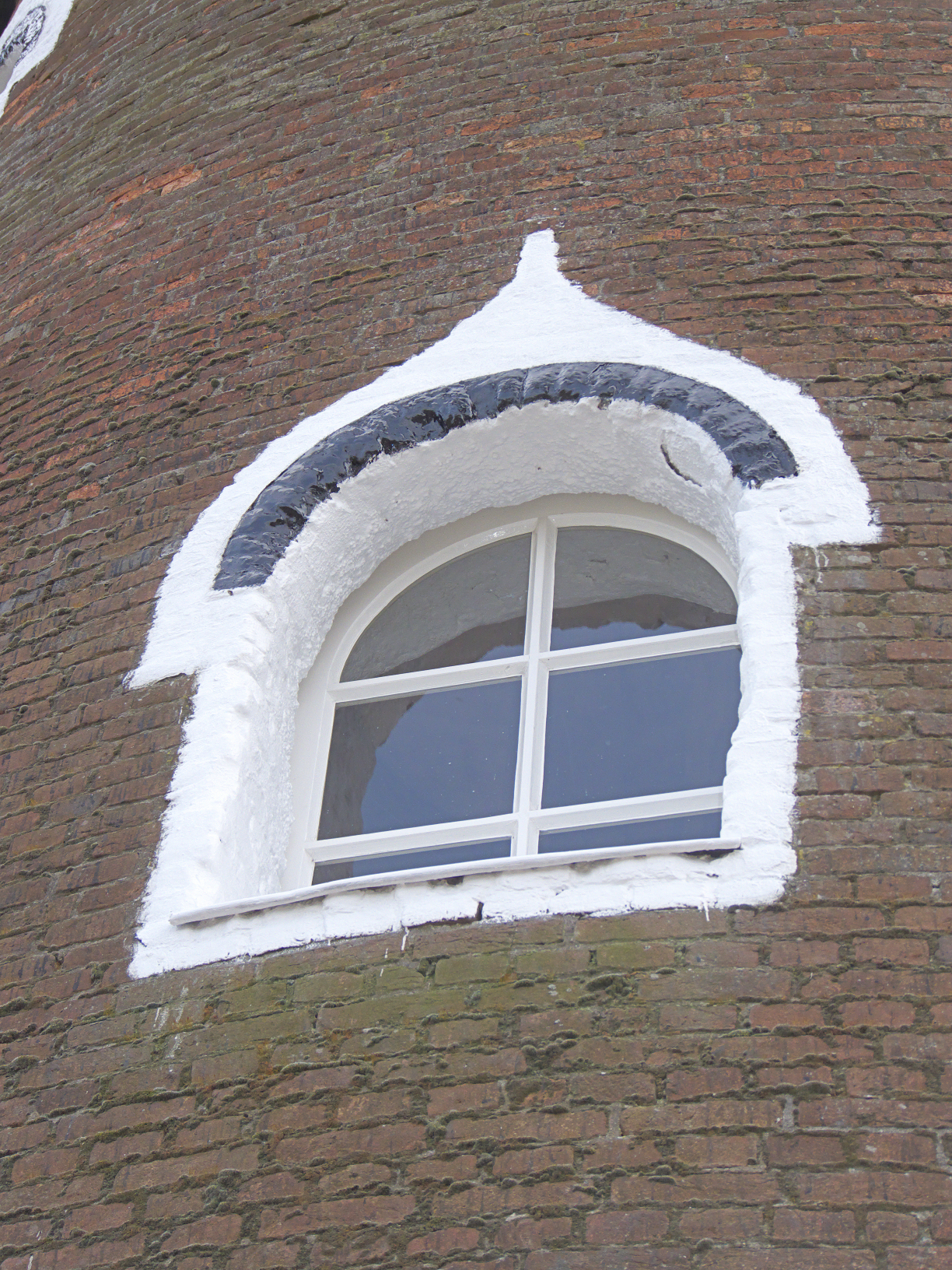
Raam
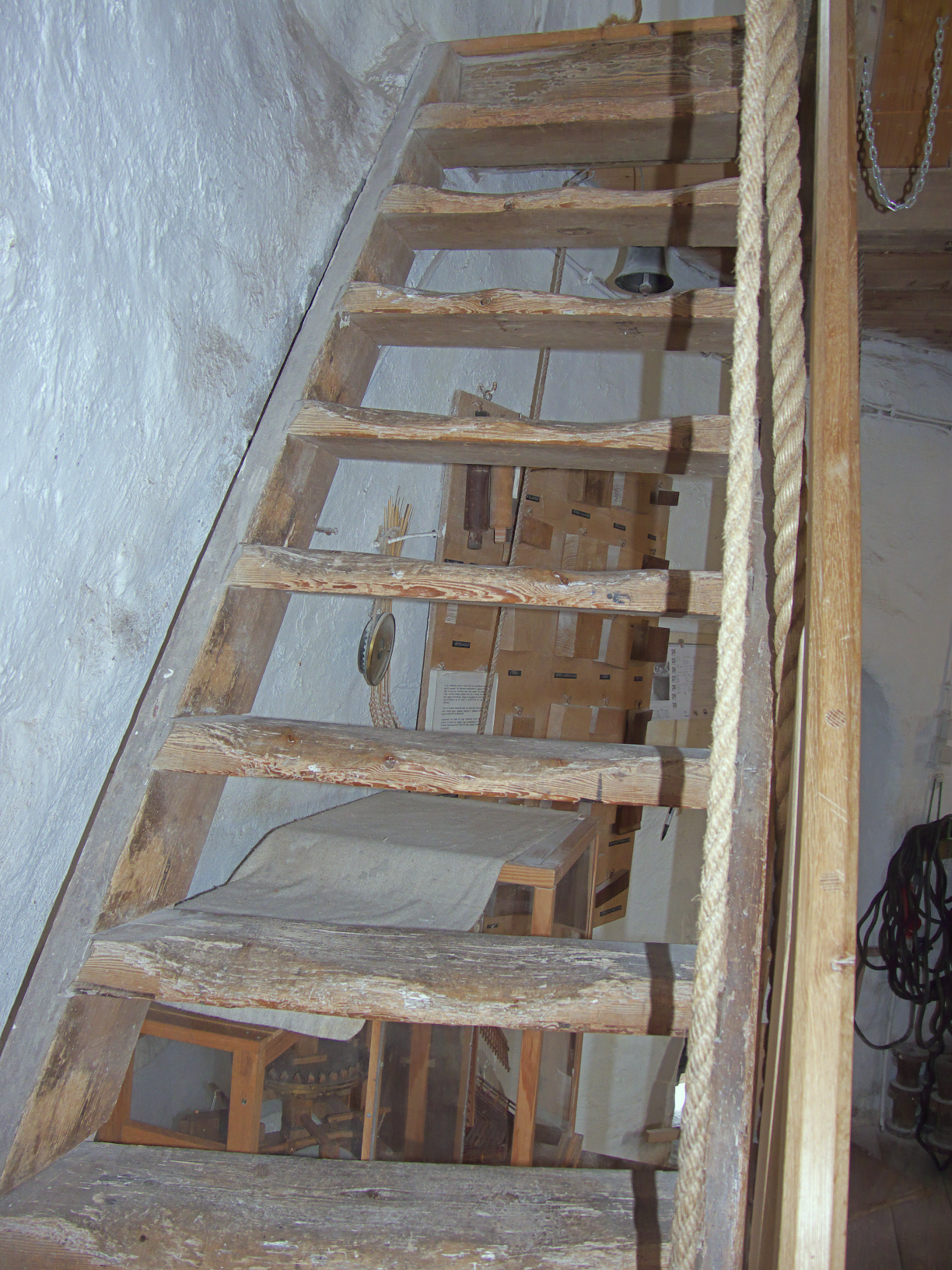
Trap
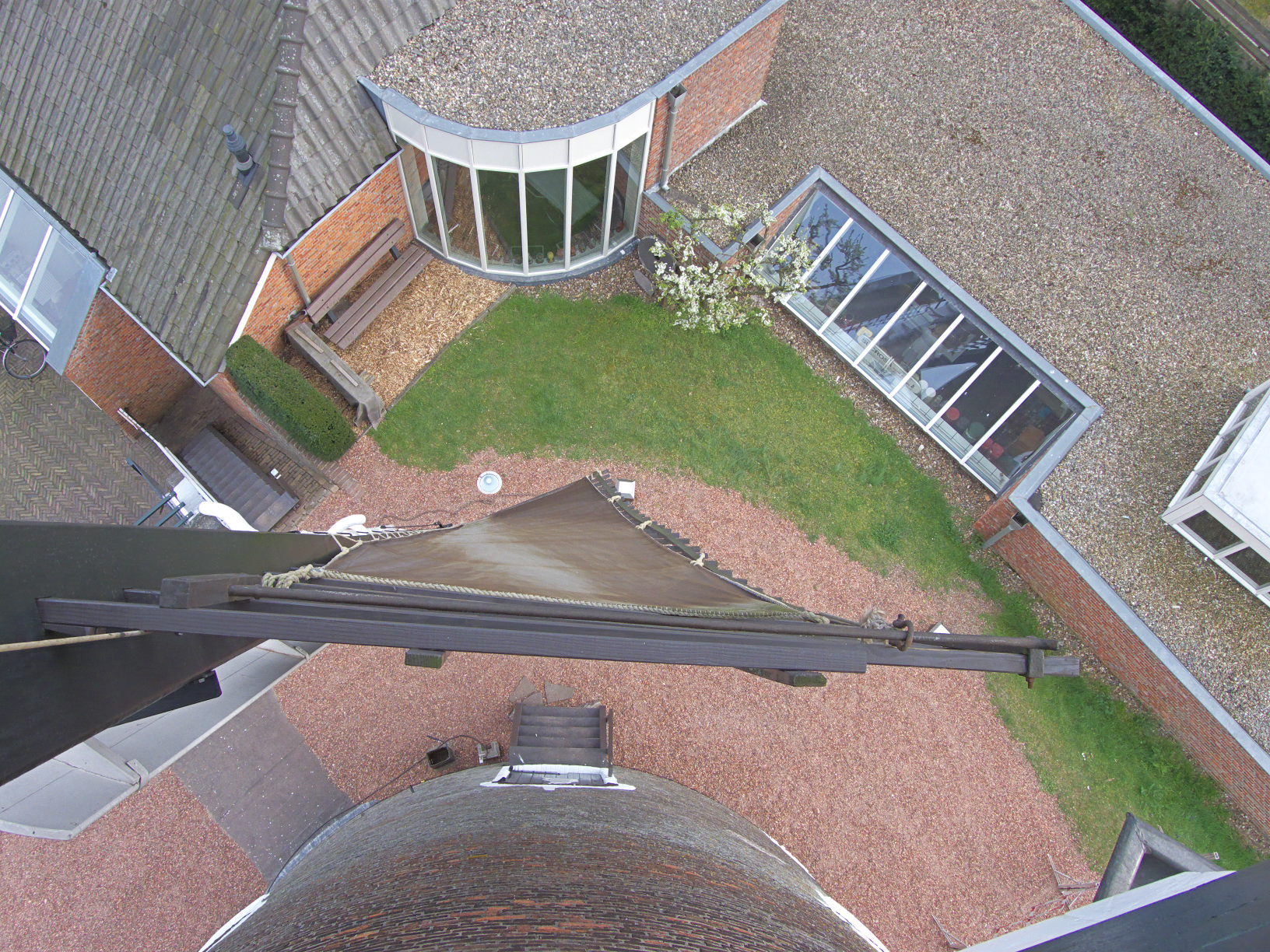
Zeeg
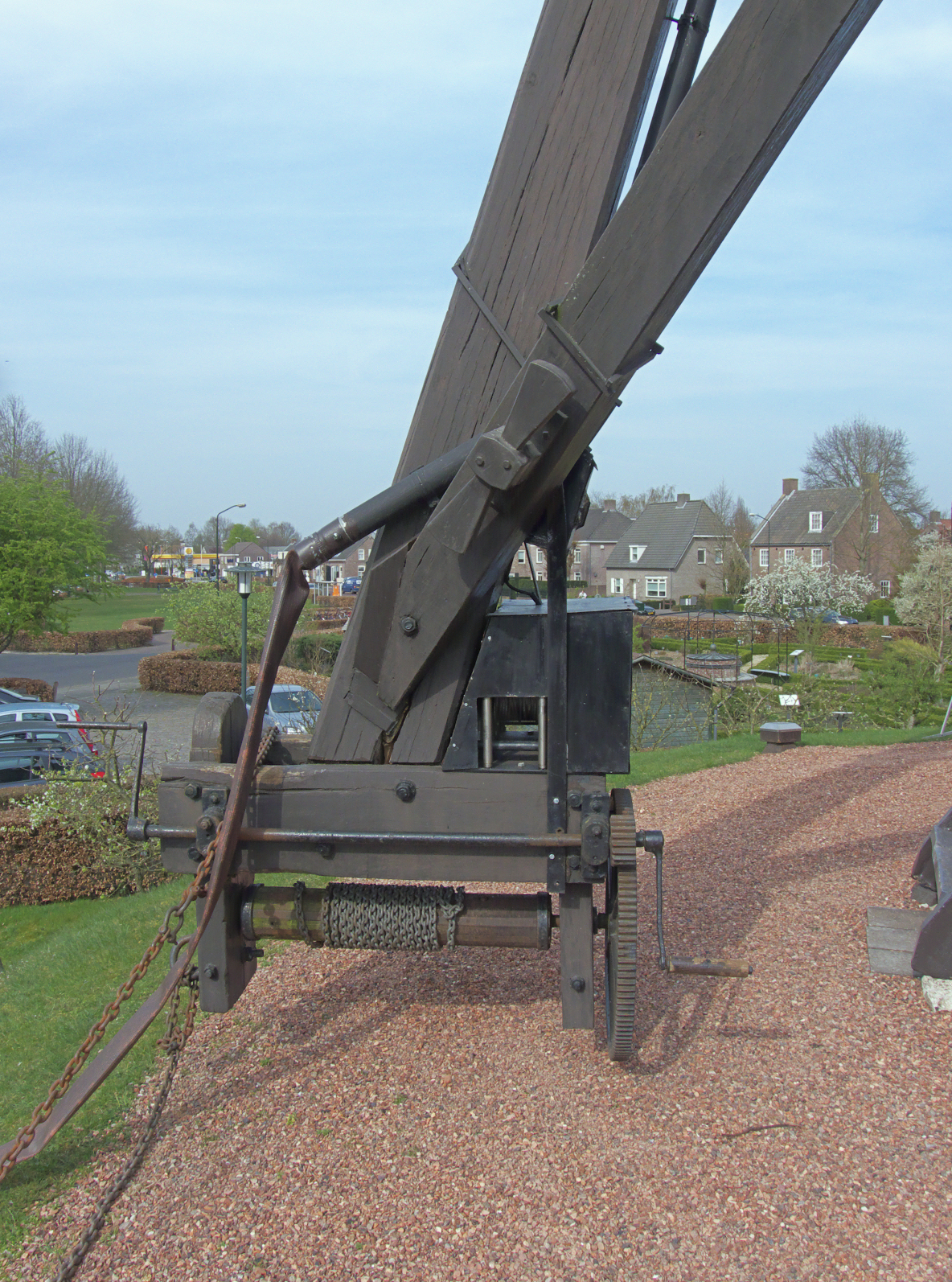
Kruilier
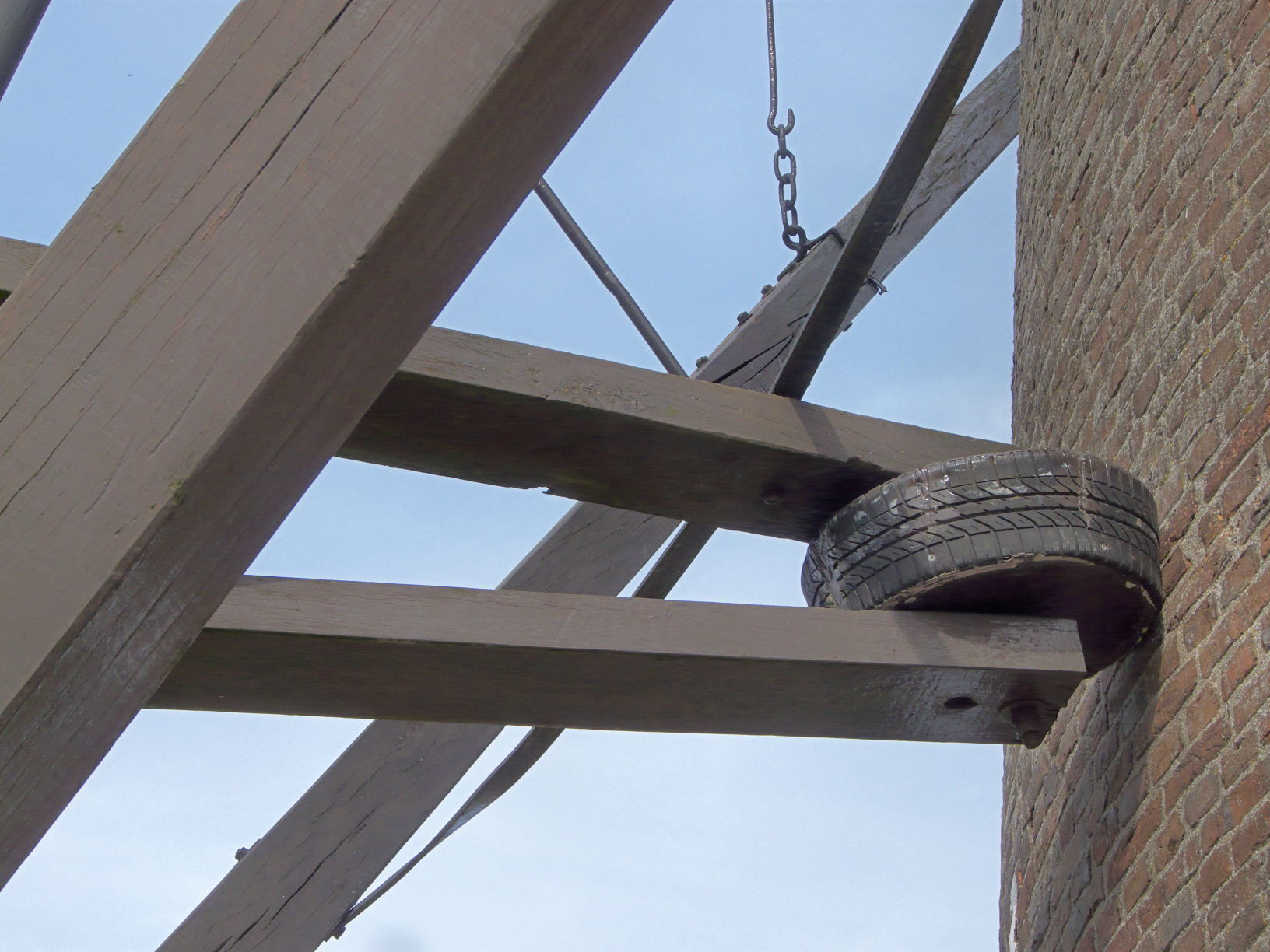
Kruirol
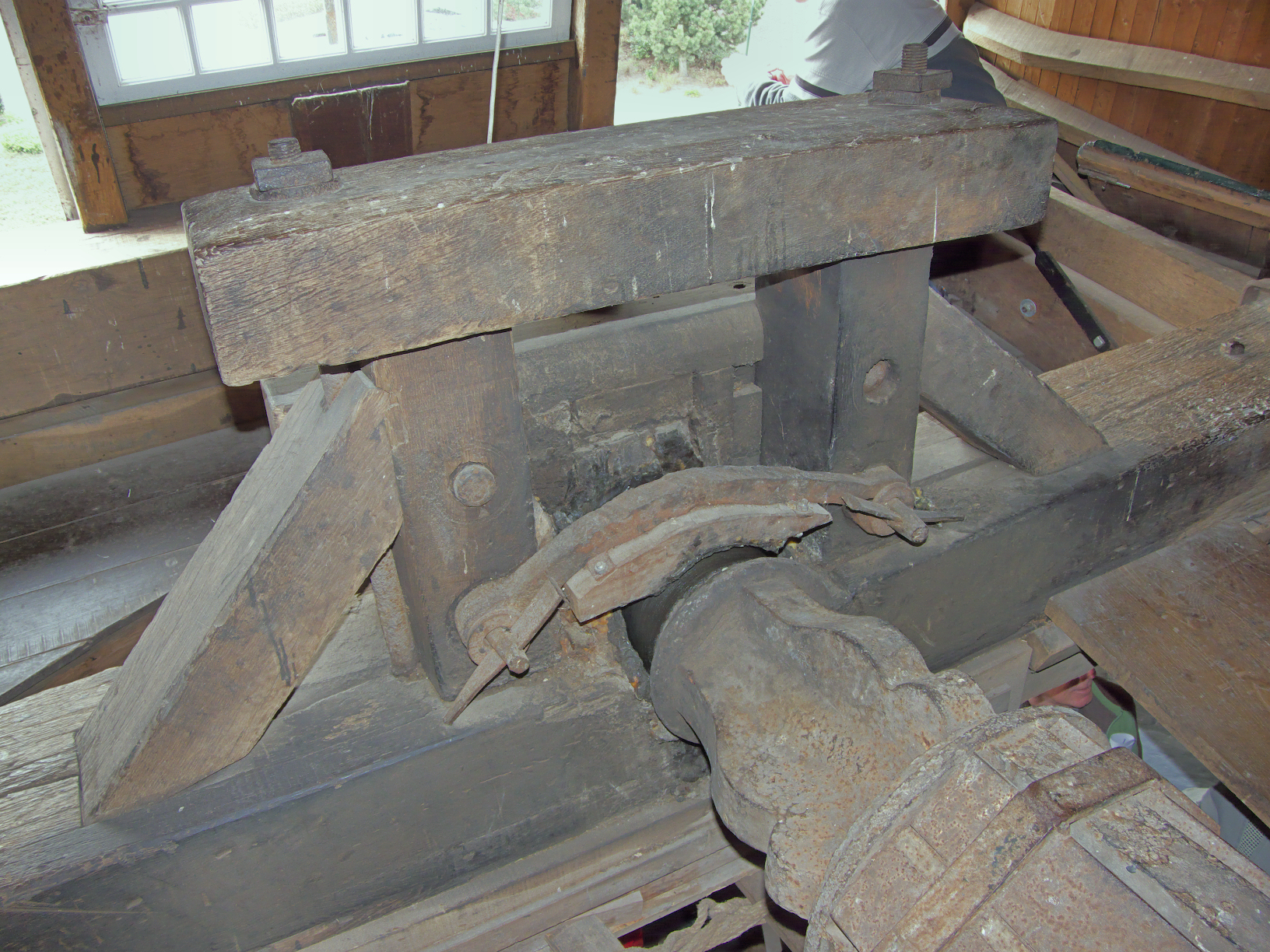
Penlager
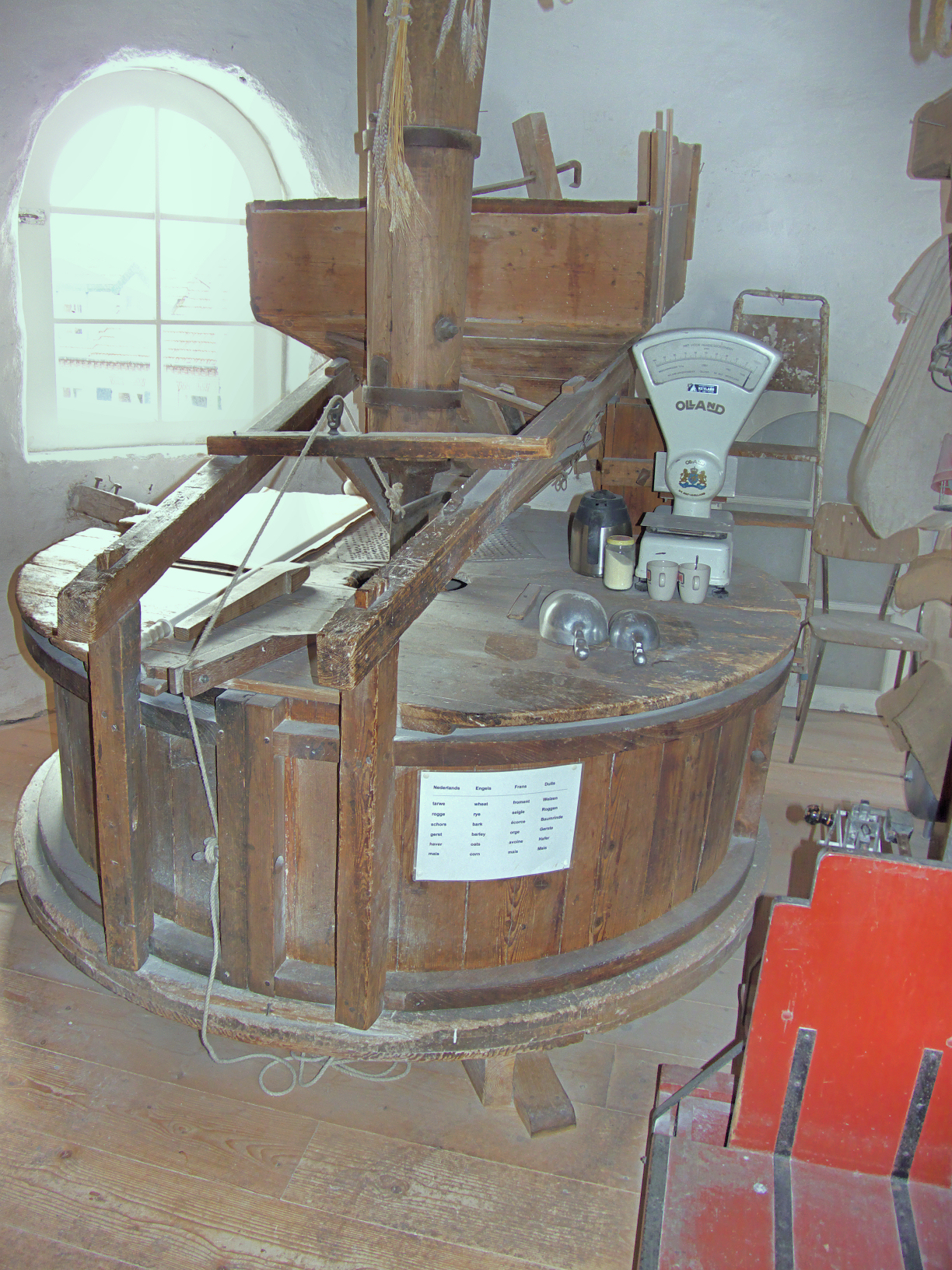
Een van de drie maalkoppels
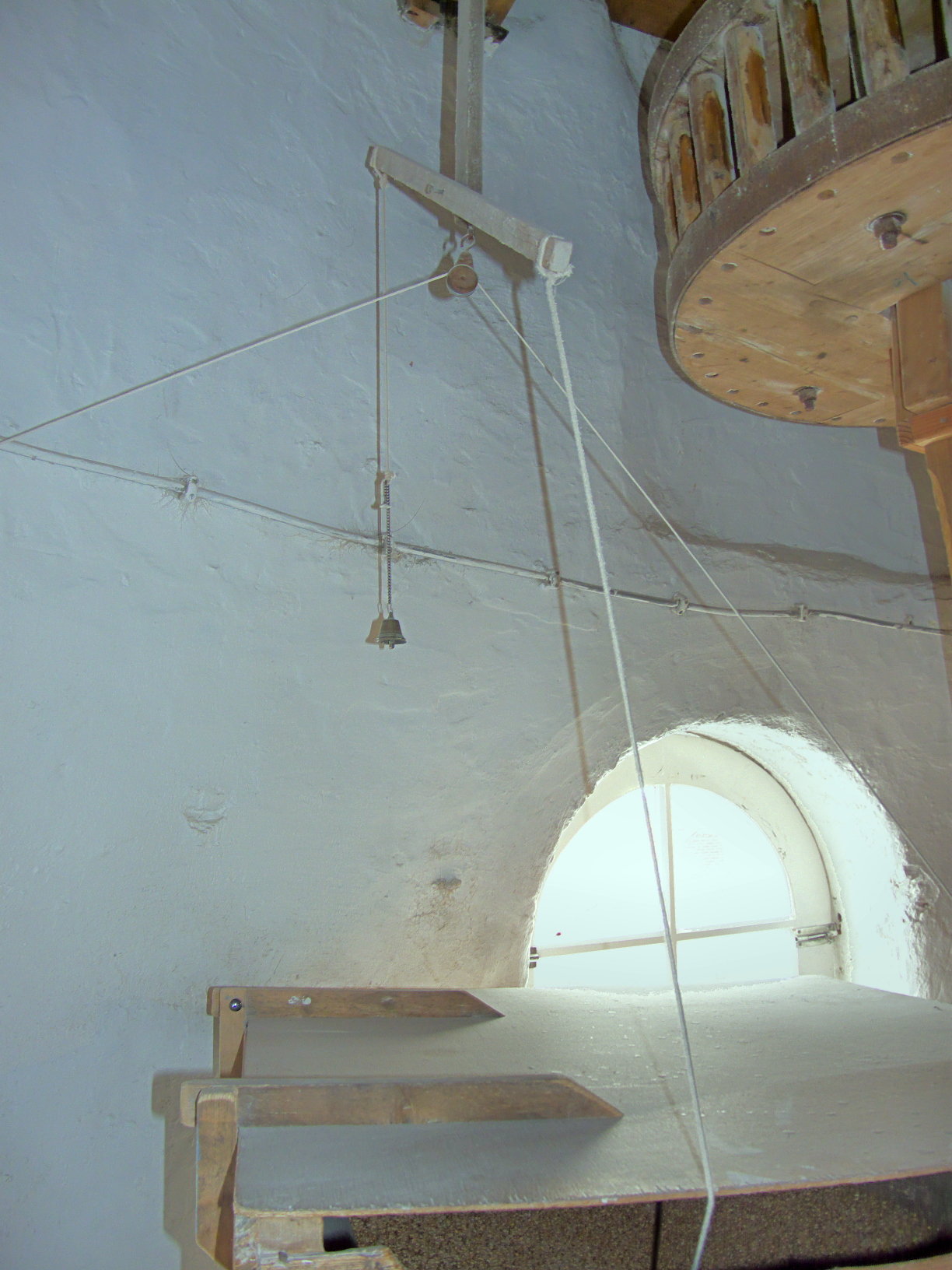
Schel voor kaar
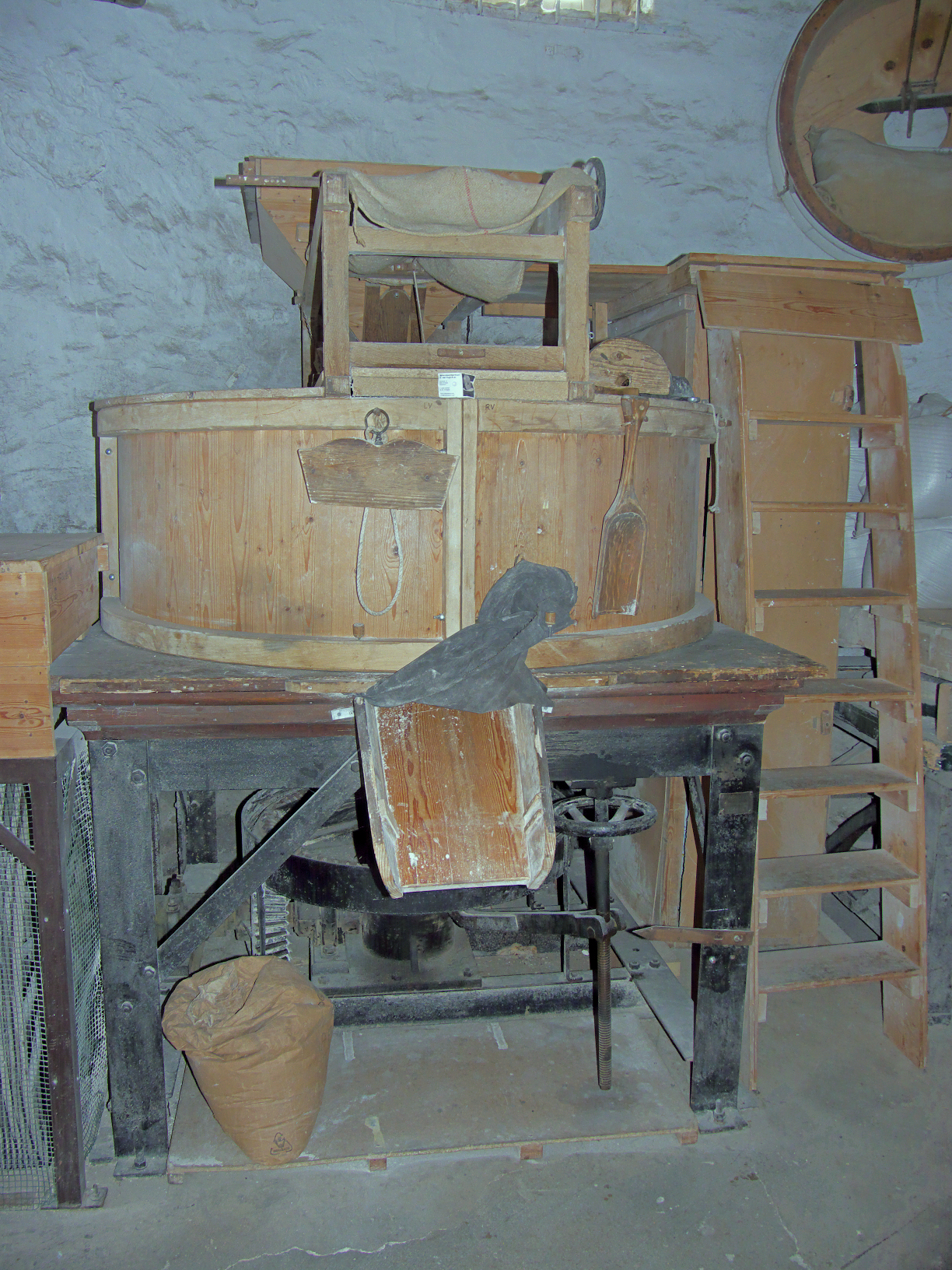
Maalstoel
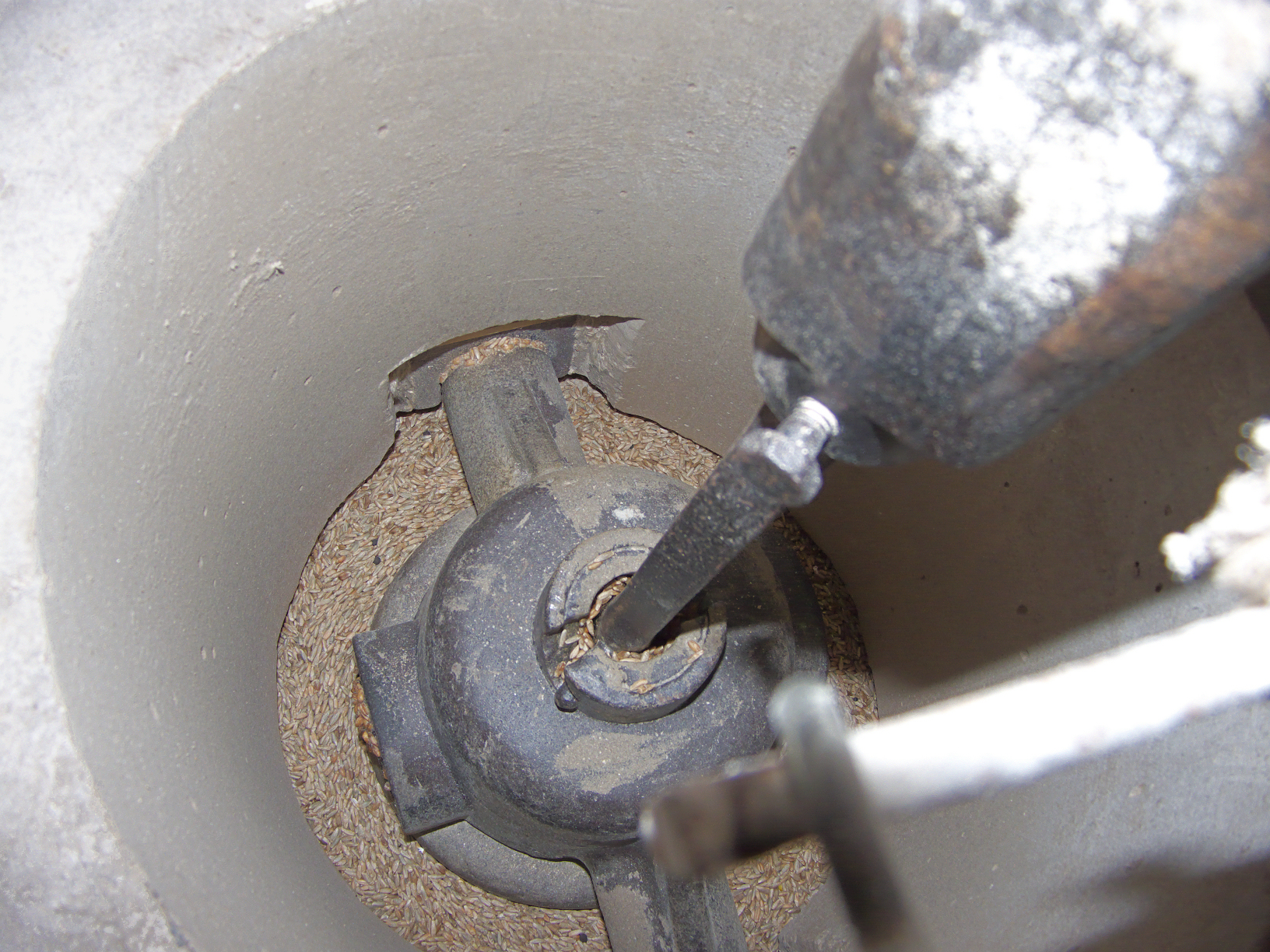
Rijn maalstoel
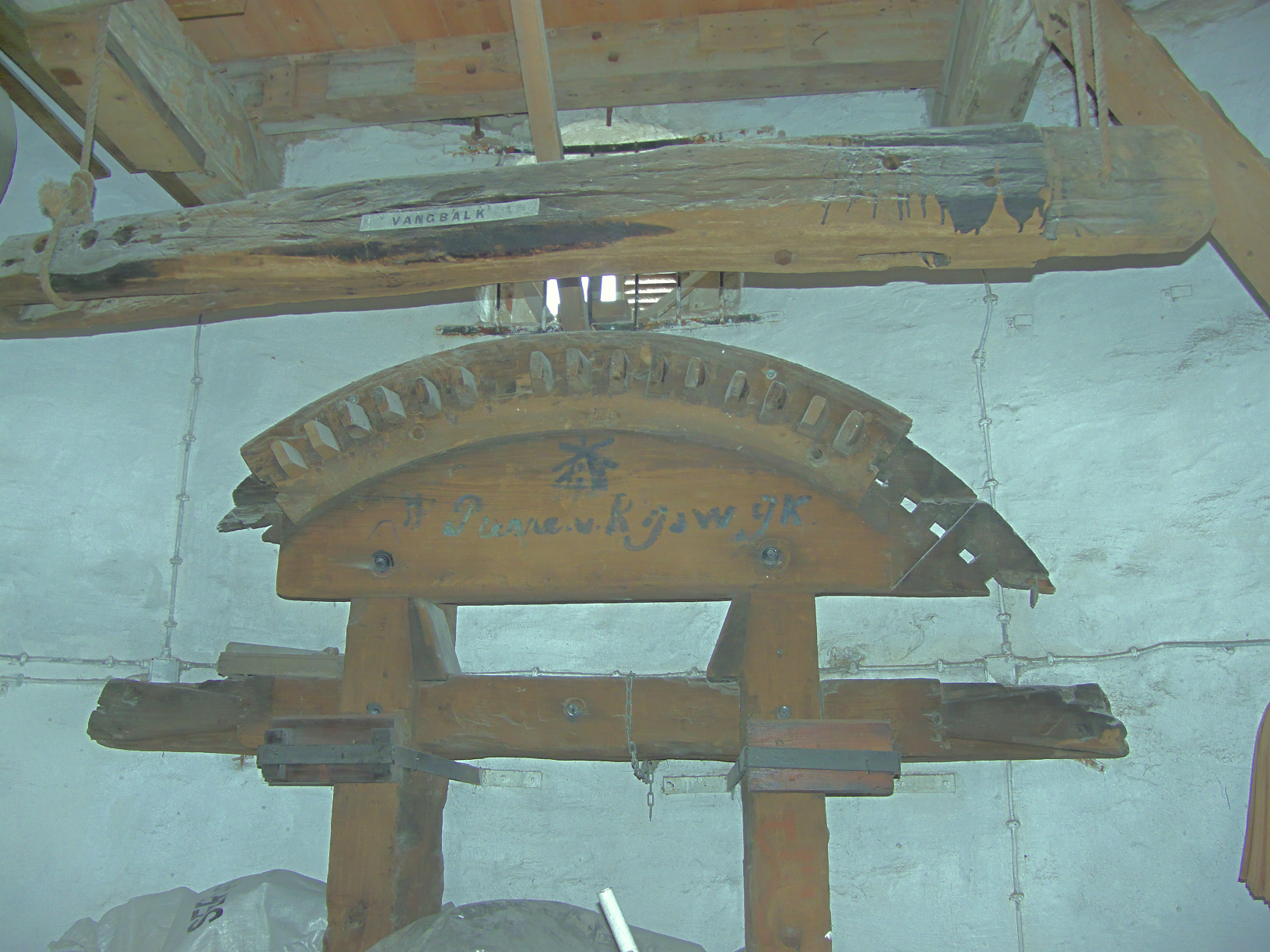
Het in 2001 vervangen bovenwiel met opschrift Janne v. Rijswijk